# Alservorstadt
| Alservorstadt | Alservorstadt                |
| ------------- | ---------------------------- |
| Wappen        | Karte                        |
|               | Bezirksteile des Alsergrunds |

Die Alservorstadt ist ein Stadtteil Wiens in den Gemeindebezirken Alsergrund und Josefstadt. Der Ort war bis 1850 eine eigenständige Gemeinde.

## Geographie

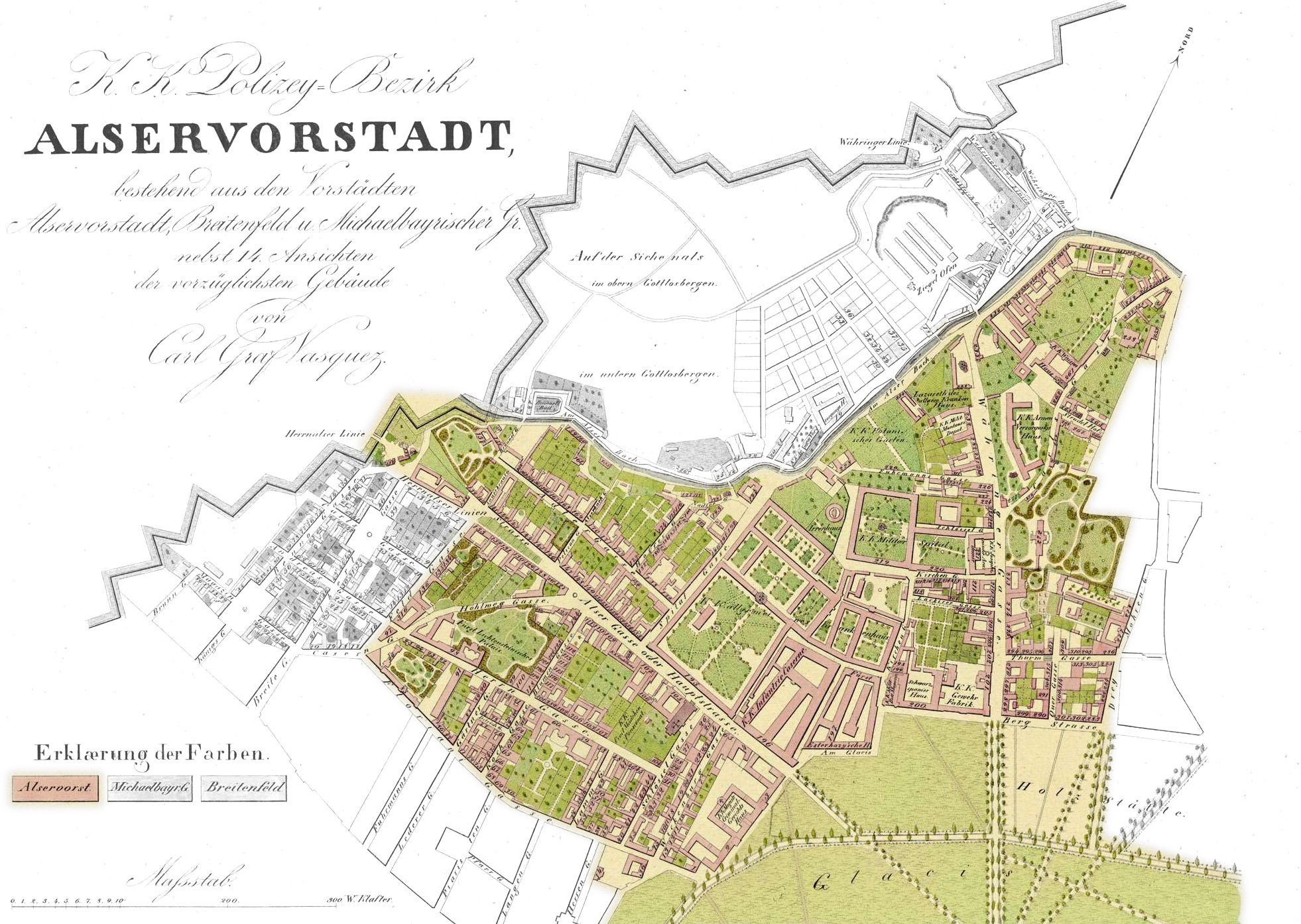
Alservorstadt um 1830

Die Alservorstadt liegt im Süden des 9. Gemeindebezirks Alsergrund und im Nordosten des 8. Gemeindebezirks Josefstadt. Die Alser Straße bildet die Bezirksgrenze.
Der Fluss Als ist der Namensgeber des Stadtteils und fließt heute als unterirdischer Bachkanal durch die Alservorstadt. Im Norden grenzt die Alservorstadt an den Thurygrund, im Osten an die Roßau, im Süden an die Innere Stadt, die Josefstadt und Breitenfeld und im Westen an Währing und Michelbeuern.
Unter diesem Namen ist sowohl in der Josefstadt als auch am Alsergrund von der Stadt Wien eine bauliche Schutzzone definiert.

## Geschichte

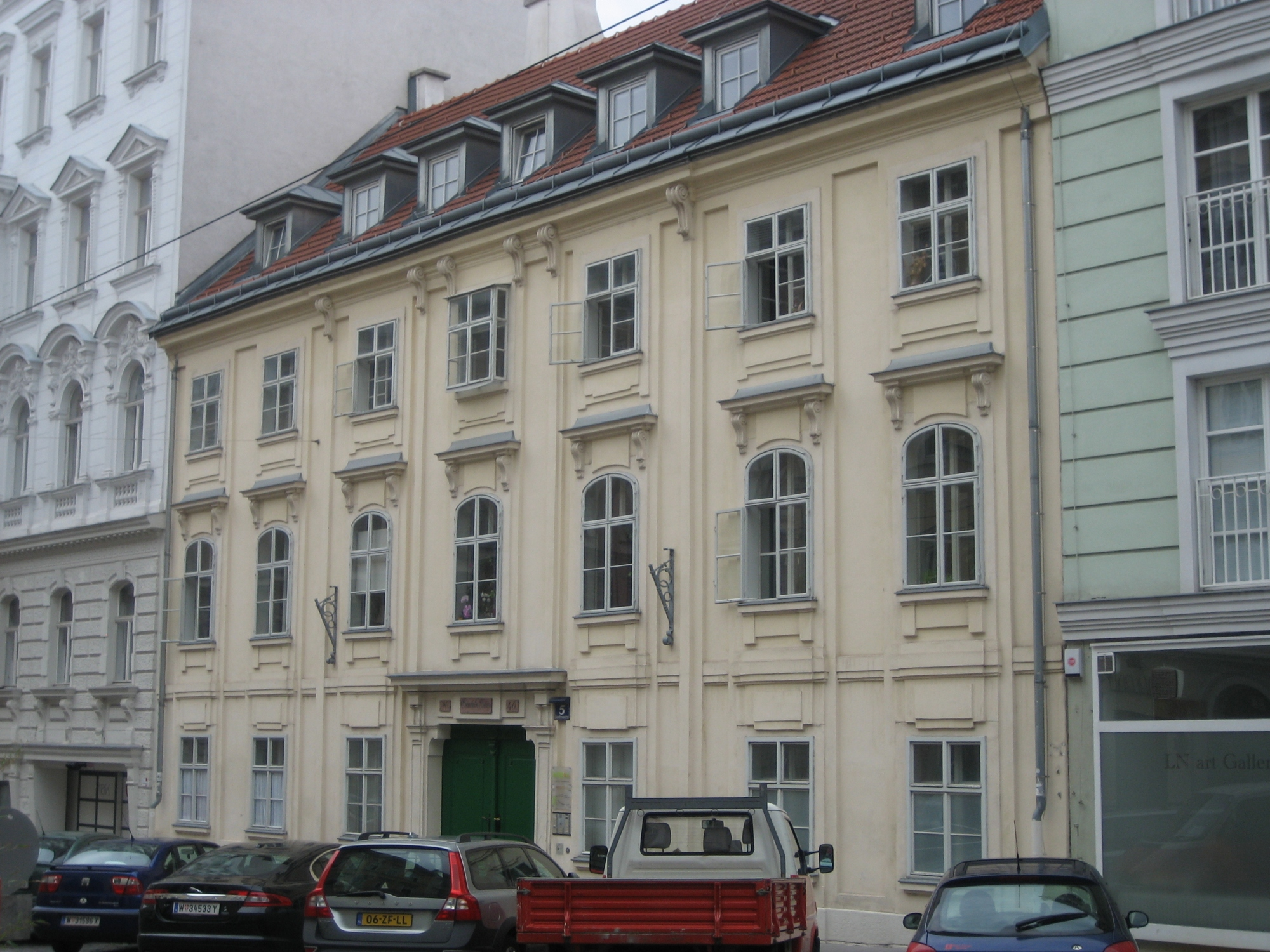
Ehemaliges Gemeinde-Haus der Alservorstadt, Geburtshaus der Sängerin Caroline Unger

Nach der zweiten Wiener Türkenbelagerung, 1683, entwickelte sich die Alservorstadt entlang der heutigen Alser Straße in einem zuvor nur dünn besiedelten Gebiet. Ende des 17. Jahrhunderts wurden die zunächst am Spittelberg lebenden Kroaten, Slowaken und Slowenen gezwungen, sich im so genannten Krowotendörfl nördlich der Alser Straße anzusiedeln. (Mitte des 19. Jahrhunderts übersiedelten viele Bewohner infolge steigender Grundstückspreise nach Favoriten). 1753 wurde die Alser Kaserne eröffnet, die 1912 abgerissen wurde. In der Alservorstadt befanden sich traditionell mehrere Armen- und Krankenhäuser (etwa das Spanische Spital), die auf Grund der hohen Sterblichkeit viele Friedhöfe wie den bis 1784 belegten Neuen Schottenfriedhof erforderten. 1784 wurde das Allgemeine Krankenhaus, ein zeitgemäßes, großes, damals staatliches Krankenhaus, in der Alservorstadt eröffnet. In diese Zeit fällt auch die Inbetriebnahme des Wiener Findelhauses sowie der k. k. Gewehrfabrik, von der die österreichische Armee den Großteil ihrer Gewehre bezog.
Die Alservorstadt besaß an der heutigen Adresse 8., Laudongasse 5, ein 1821–1862 als solches genütztes, zweistöckiges, barockes Gemeinde-Haus, an dem die frühere Hausnummer 46 zu lesen ist. 1850 wurde die Alservorstadt als Teil des Gemeindebezirks Alsergrund in Wien eingemeindet. 1862 wurde der Teil südlich der Alser Straße abgetrennt und dem kleineren Gemeindebezirk Josefstadt zugeschlagen.

## Kultur und Sehenswürdigkeiten

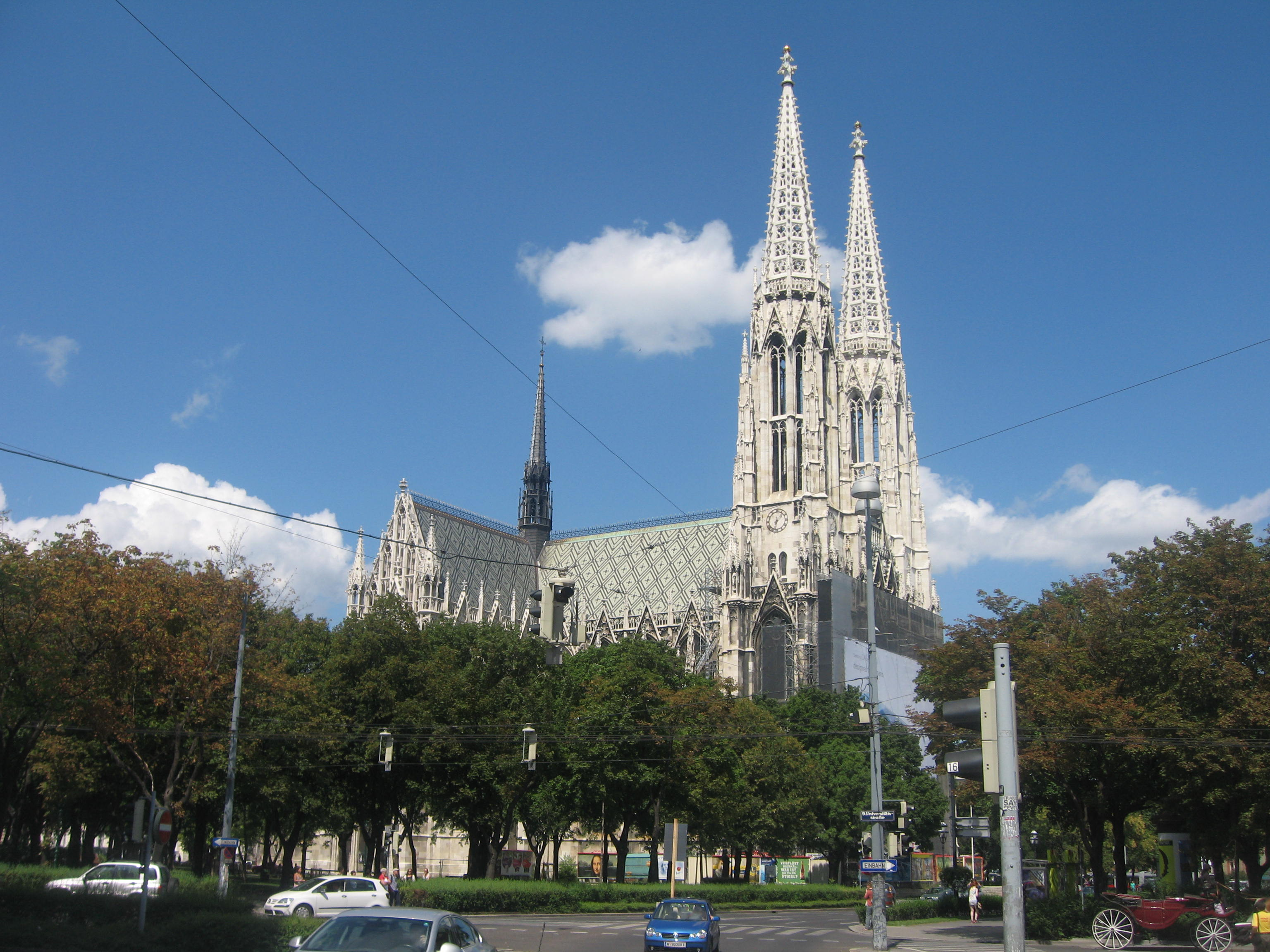
Votivkirche

Eine der bekanntesten Sehenswürdigkeiten der Alservorstadt ist die neugotische Votivkirche, die von 1856 bis 1879 nach Plänen von Heinrich von Ferstel erbaut wurde. Das klassizistische Gebäude der medizinisch-chirurgischen Akademie Josephinum des Architekten Isidore Canevale stammt aus dem 18. Jahrhundert. Gegenüber befindet sich das Palais Clam-Gallas. Von der Schwarzspanierkirche ist nur die Frontfassade erhalten.
Bekannt ist auch die Strudlhofstiege, der mit dem Roman Die Strudlhofstiege oder Melzer und die Tiefe der Jahre von Heimito von Doderer ein literarisches Denkmal gesetzt wurde. Am Schlesingerplatz steht der Wachsamkeitsbrunnen, an der Grenze zum Thurygrund und zur Roßau der Schubertbrunnen. Im Palais Schönborn ist das Österreichische Museum für Volkskunde untergebracht und im Narrenturm das Pathologisch-anatomische Bundesmuseum Wien. Zu den größeren Parkanlagen des Stadtteils zählen der Arne-Karlsson-Park und der Schönbornpark. In der Alservorstadt befindet sich ferner die Botschaft der Vereinigten Staaten in Wien.

## Wirtschaft und Infrastruktur

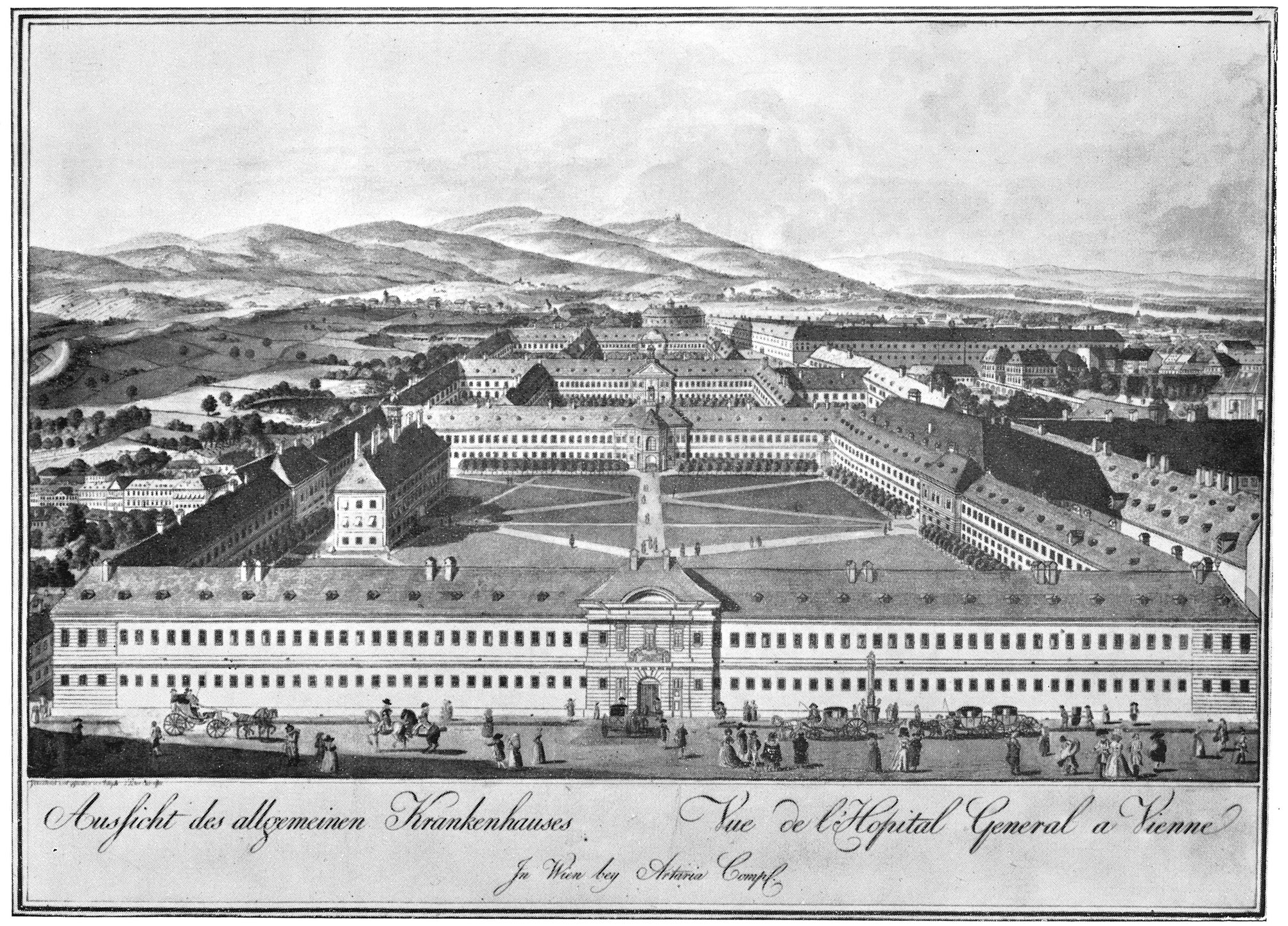
Allgemeines Krankenhaus im Jahr 1784, heute Campus der Universität Wien

Zwischen der U-Bahn-Station Alser Straße am Gürtel und der U-Bahn-Station Schottentor an der Ringstraße gelegen, ist die Alservorstadt gut an den öffentlichen Verkehr angebunden. Im Stadtteil befinden sich der Hauptsitz der Oesterreichischen Nationalbank und die Justizanstalt Josefstadt sowie das Magistratische Bezirksamt für den 8. Bezirk. Zwar liegt das Allgemeine Krankenhaus (AKH) heute in Michelbeuern, doch gibt es in der Alservorstadt weiterhin größere Gesundheitseinrichtungen wie das St. Anna Kinderspital. Neben dem Campus der Universität Wien, der am Gelände des Alten AKH untergebracht ist, befinden sich weitere bedeutende Bildungsinstitutionen in der Alservorstadt, darunter das Lycée Français de Vienne und das entwicklungspolitische Bildungshaus Afro-Asiatisches Institut. Die ehemalige städtische Hauptbibliothek Haus des Buches, die an Stelle des Wiener Stadttheaters errichtet wurde, dient heute als Zentrale der Musikschulen der Stadt Wien.

## Persönlichkeiten
- Rudolf von Alt (1812–1905), Maler und Aquarellist
- Ludwig Anzengruber (1839–1889), Schriftsteller
- Edmund Guschelbauer (1839–1912), Volkssänger und Coupletdichter
- Karl von Kurz (1873–1946), Generalmajor
- Rudolf Redlinghofer (1900–1940), Widerstandskämpfer
- Berthold Sengschmitt (1801–1852), Schriftsteller und Archivar
- Henriette Treffz-Chalupetzky (1818–1878), Sopranistin